# Ennada plana
Ennada plana là một loài bướm đêm trong họ Geometridae.